# Mars Horizon
Mars Horizon è un videogioco gestionale e strategico del 2020, sviluppato da Auroch Digital e distribuito da The Irregular Corporation per Nintendo Switch, PlayStation 4, Xbox One e Microsoft Windows.
Il gioco è disponibile dal 17 giugno 2020. L'obbiettivo del gioco è essere la prima agenzia spaziale a portare l'uomo su Marte, partendo dagli albori dell'esplorazione spaziale nell'anno 1957 vivendo la corsa allo spazio, lo sbarco sulla luna e tutte le altre tappe dell'esplorazione spaziale in competizione con altre agenzie spaziali con la possibilità di cambiare la storia. All'inizio del gioco sarà possibile scegliere tra cinque agenzie spaziali, ESA, Agenzia spaziale cinese, NASA, Unione Sovietica (poi Roscosmos) e JAXA, oppure crearne una nuova. In particolare, il titolo è stato sviluppato con la collaborazione di ESA

## Modalità di gioco
Il gioco si basa appunto sulla corsa allo spazio e parte con la selezione di un'agenzia spaziale da guidare (NASA, ESA, JAXA, Unione Sovietica/Roscosmos o l'agenzia spaziale cinese) i cui tratti sono modificabili (si può cambiare il nome della sede, la bandiera, i bonus dell'agenzia o il nome stesso) oppure crearne una dall'inizio.
Per personalizzare la propria agenzia si possono modificare i suoi tratti. Questi danno all'agenzia abilità bonus (come diminuire i costi di costruzione o ricevere finanziamenti bonus all'inizio della partita). I tratti sono scambiabili con un sistema di punti: ogni tratto può essere positivo (dona abilità bonus ma costa punti) oppure negativo (svantaggia l'agenzia ma dona punti per un altro tratto positivo). È possibile abilitare un tutorial che aiuta il giocatore a muovere i primi passi con il suo programma spaziale. Si può selezionare fra tre livelli di difficoltà: esploratore, pioniere o veterano (in Inglese explorer, pioneer or veteran) ai quali corrispondono vari gradi di concorrenza da parte delle altre agenzie, finanziamenti mensili, difficoltà delle missioni e criticità del pubblico.
Vitali per l'agenzia sono i finanziamenti e i punti ricerca, che vengono spesi per ricercare i componenti dei missili, gli edifici per il proprio centro spaziale e le missioni. I punti ricerca vengono distribuiti mensilmente in un numero di base. Gli edifici come il laboratorio e le relative espansioni permettono di aumentare i punti ricerca mensili. Completando alcune missioni sarà possibile ricevere punti ricerca bonus che ogni mese si sommano a quelli standard. Come molti gestionali, Mars Horizon presenta una struttura di ricerca per le parti disponibili ad albero. Ciò significa che per ricercare ed impiegare un determinato contenuto, è necessario ricercare prima quelli precedenti.
La partita vera e propria inizia a gennaio 1957, effettuando il volo suborbitale di un razzo di prova e costruendo la piattaforma di lancio nella propria base spaziale per poter effettuare il decollo. Il giocatore ripercorrerà poi la storia dell'esplorazione spaziale con la possibilità di modificarla.
Il gioco termina quando l'agenzia del giocatore riesce a portare il primo uomo su Marte. La partita potrà continuare per portare a termine le eventuali missioni non completate.